# ピエール・モーロワ
ピエール・モーロワ（フランス語: Pierre Mauroy、発音例、1928年7月5日 - 2013年6月7日）は、フランスの政治家。リール市長、首相、社会党第一書記などを歴任した。なお社会党の闘士であった。

## 経歴
1928年7月5日にノール県カルティニーに誕生する。パリ南部近郊のカシャンにある師範学校（École normale nationale d'apprentissage）の研修生を経て教職に就いていたが、1950年代から社会主義運動に参加し、社会主義青年運動と技術教員組合で活動する。その後ノール県の社会主義組織で頭角を現し、1966年には旧社会党（SFIO）で、党書記長で後に首相を務めたギー・モレに続く党内ナンバー2となる。
1968年6月の総選挙と1969年6月の大統領選挙で左翼陣営は敗北を喫し、体制の立て直しを余儀無くされた。1971年6月のエピネー大会で社会主義者は大同団結し、新社会党（PS。以下は社会党）を結成した。モーロワは第一書記にフランソワ・ミッテランを支持し、党内序列ナンバー2になった。社会党結成の2年後の1973年1月にリール市長となる。

### 首相
1979年4月のメス大会では反ミッテランのミシェル・ロカールと共同戦線を張るが、1981年フランス大統領選挙では、ミッテラン陣営のスポークスマンとしてミッテランの当選に貢献したことが認められて首相に就任した。モーロワ内閣の業績として、週39時間労働・60歳定年制・賃上げなどが挙げられる。もっともモーロワは伝統的な社会主義的経済政策の限界を早くから悟り、社会主義的経済政策の放棄を主張した。1984年7月に私立学校への補助金を削減できなかったことが政治問題化し、責任を取って総辞職した。

### 首相退任後
1988年5月に社会党第一書記に選出され、党首としては党内各派の対立緩和に動いた。ロカール派とミッテランの後継者であるリオネル・ジョスパンの派が党内における基盤であった。
1992年9月に社会主義インターナショナル議長に選出され、1999年11月まで務めた。この他に1992年10月から元老院議員に選出された。2007年フランス大統領選挙では、セゴレーヌ・ロワイヤルを支持している。
2013年6月7日にクラマールの病院にて、84歳で死去した。

## 家族
1951年5月にジルベルト・デボウトと結婚し、1人の子女が誕生した。